# Lijst van nummer 1-hits in Italië in 1987
Deze hits stonden in 1987 op nummer 1 in de Hit Parade Italia, de bekendste hitlijst in Italië.
| Datum        | Artiest                                        | Titel                                      |
| ------------ | ---------------------------------------------- | ------------------------------------------ |
| 3 januari    | Europe                                         | The final countdown                        |
| 10 januari   | Europe                                         | The final countdown                        |
| 17 januari   | Europe                                         | The final countdown                        |
| 24 januari   | Europe                                         | The final countdown                        |
| 31 januari   | Europe                                         | The final countdown                        |
| 7 februari   | Europe                                         | The final countdown                        |
| 14 februari  | Gianni Morandi, Umberto Tozzi & Enrico Ruggeri | Si può dare di più                         |
| 21 februari  | Gianni Morandi, Umberto Tozzi & Enrico Ruggeri | Si può dare di più                         |
| 28 februari  | Gianni Morandi, Umberto Tozzi & Enrico Ruggeri | Si può dare di più                         |
| 7 maart      | Gianni Morandi, Umberto Tozzi & Enrico Ruggeri | Si può dare di più                         |
| 14 maart     | Gianni Morandi, Umberto Tozzi & Enrico Ruggeri | Si può dare di più                         |
| 21 maart     | Gianni Morandi, Umberto Tozzi & Enrico Ruggeri | Si può dare di più                         |
| 28 maart     | Gianni Morandi, Umberto Tozzi & Enrico Ruggeri | Si può dare di più                         |
| 4 april      | Gianni Morandi, Umberto Tozzi & Enrico Ruggeri | Si può dare di più                         |
| 11 april     | OFF                                            | Electrica salsa                            |
| 18 april     | OFF                                            | Electrica salsa                            |
| 25 april     | Nick Kamen                                     | Loving you is sweeter than ever            |
| 2 mei        | Nick Kamen                                     | Loving you is sweeter than ever            |
| 9 mei        | Caroline Loeb                                  | C'est la ouate                             |
| 16 mei       | Caroline Loeb                                  | C'est la ouate                             |
| 23 mei       | Ferry Aid                                      | Let it be                                  |
| 30 mei       | Ferry Aid                                      | Let it be                                  |
| 6 juni       | Ferry Aid                                      | Let it be                                  |
| 13 juni      | Whitney Houston                                | I wanna dance with somebody (Who loves me) |
| 20 juni      | Ferry Aid                                      | Let it be                                  |
| 27 juni      | Ferry Aid                                      | Let it be                                  |
| 4 juli       | Ferry Aid                                      | Let it be                                  |
| 11 juli      | Ferry Aid                                      | Let it be                                  |
| 18 juli      | Madonna                                        | Who's that girl                            |
| 25 juli      | Madonna                                        | Who's that girl                            |
| 1 augustus   | Madonna                                        | Who's that girl                            |
| 8 augustus   | Madonna                                        | Who's hat girl                             |
| 15 augustus  | Madonna                                        | Who's that girl                            |
| 22 augustus  | Madonna                                        | Who's that girl                            |
| 29 augustus  | Madonna                                        | Who's that girl                            |
| 5 september  | Madonna                                        | Who's that girl                            |
| 12 september | Madonna                                        | Who's that girl                            |
| 19 september | Madonna                                        | Who's that girl                            |
| 26 september | Madonna                                        | Who's that girl                            |
| 3 oktober    | Madonna                                        | Who's that girl                            |
| 10 oktober   | Michael Jackson                                | Bad                                        |
| 17 oktober   | Michael Jackson                                | Bad                                        |
| 24 oktober   | Michael Jackson                                | Bad                                        |
| 31 oktober   | Michael Jackson                                | Bad                                        |
| 7 november   | Michael Jackson                                | Bad                                        |
| 14 november  | George Michael                                 | Faith                                      |
| 21 november  | George Michael                                 | Faith                                      |
| 28 november  | Los Lobos                                      | La bamba                                   |
| 5 december   | Los Lobos                                      | La bamba                                   |
| 12 december  | Los Lobos                                      | La bamba                                   |
| 19 december  | Los Lobos                                      | La bamba                                   |
| 26 december  | Los Lobos                                      | La bamba                                   |